# ريكاردو كوستا (لاعب كرة قدم)
ريكاردو كوستا (10 يناير 1973 بباريرو في البرتغال - ) هو لاعب كرة قدم برتغالي في مركز الوسط. لعب مع نادي أكاديميكا كويمبرا ونادي فيتوريا سيتوبال وديسبورتيفو تروفينسي ونادي مايا ‏ وF.C. Pampilhosa ‏ ونادي قلمرية المتحد ونادي فيلا ريال وكامبومايورنسي ‏ وSertanense F.C. ‏ وSport Benfica e Castelo Branco ‏ ودارلينجتون إف سى.

## وصلات خارجية
- ريكاردو كوستا (لاعب كرة قدم) على موقع قاعدة بيانات كرة القدم.إي يو (الإنجليزية)